# Occhieppo Inferiore
Occhieppo Inferiore – miejscowość i gmina we Włoszech, w regionie Piemont, w prowincji Biella.
Według danych na styczeń 2009 gminę zamieszkiwało 4015 osób przy gęstości zaludnienia 979,3 os./1 km².